# ديلان هاو
ديلان هاو (بالإنجليزية: Dylan Howe)‏ هو عازف جاز وملحن بريطاني، ولد في 4 أغسطس 1969 في هامبستاد في المملكة المتحدة.

## وصلات خارجية
- الموقع الرسمي
- ديلان هاو على موقع IMDb (الإنجليزية)
- ديلان هاو على موقع ميوزك برينز (الإنجليزية)
- ديلان هاو على موقع ديسكوغز (الإنجليزية)
- ديلان هاو على موقع قاعدة بيانات الفيلم (الإنجليزية)